# Dwayne Davis
Dwayne Jerome Davis (Filadelfia, 27 novembre 1989) è un cestista statunitense, professionista in Europa e Sud America.

## Carriera
Dopo due anni spesi nei college di Redlands e Midland, si trasferisce in NCAA, con i Southern Mississippi Eagles, giocando nella stagione 2012-2013 34 partite (16 punti, 4,5 rimbalzi e 2,5 assist in 30,1 minuti di media).
Dopo non essere stato scelto al Draft NBA 2013, partecipa alla NBA Summer League di Las Vegas con i Golden State Warriors, per poi iniziare dal 5 agosto la sua carriera professionistica tra le file del Murcia nella Liga ACB, totalizzando 10,5 punti di media in 29 partite.
Nelle due stagioni successive gioca con i Koroivos Amaliadas BC nella A1 Ethniki greca, con una breve parentesi nell'Hoops Club in Libano, dove sostituisce il connazionale Antwain Barbour nell'aprile del 2016.
Il 1º luglio 2016 si trasferisce nella Serie A2 italiana, con la maglia della Aurora Basket Jesi, segnando il suo season high (38 punti e 7 rimbalzi) il 29 gennaio 2017 nella partita vinta 110-96 contro la Pallacanestro Chieti.
Dopo un anno in Italia, terminato a 24 punti di media a partita, il 5 agosto 2017 sbarca in Argentina, firmando per l'IACC Córdoba.
Dopo aver viaggiato a 19,4 punti di media il 28 luglio si accorda con i Vaqueros de Bayamón a Porto Rico, per poi passare in Uruguay all'Aguada, dopo essere stato ad un passo dal ritorno al Córdoba.
Il 27 luglio 2019 fa ritorno a Cordoba firmando un biennale.